# Oberon (televisieprogramma)
Oberon is een fictief koninkrijk in de gelijknamige spelshow, uitgezonden in Vlaanderen (onder de titel "De Saga van Oberon") en Nederland in 2005. Het programma borduurt voort op de trend van "realityprogramma's" zoals Big Brother en Expeditie Robinson. Het verschil is echter dat het programma zich afspeelt in een middeleeuwse setting, en de deelnemers een rol spelen (regent, edele of arme boer).
In het programma strijden zestien personen (acht Vlamingen en acht Nederlanders) tegen elkaar om na 6 weken (12 afleveringen) tot koning gekroond te worden. Zij mogen de massief gouden ketting houden en krijgen bovendien een schat in goud. De show wordt in Vlaanderen en Nederland vrijwel gelijktijdig uitgezonden. In Nederland werd het uitgezonden door de TROS, in België op één, het programma werd ook uitgezonden op BVN. De eerste aflevering was op 14 oktober 2005. De productie was in handen van Kanakna. De rol van de raadsheer Zebardijn werd gespeeld door Huub Stapel, het programma Oberon is opgenomen in Zamek Grodziec (Kasteel Grodziec) in Polen.
Doordat het programma lage kijkcijfers had in Nederland (en in mindere mate in België) en doordat het programma erg duur was, is er besloten geen tweede seizoen van Oberon uit te zenden.

## Het koninkrijk
Koning Darius van Oberon is gestorven en heeft geen nazaten. De raadsheer Zebardijn moet de laatste wens van de koning proberen te vervullen: Een waardige opvolger vinden. Daartoe heeft hij 16 mensen uitgenodigd om te kunnen zien wie van hen een waardige opvolger is. Bij een eerste proef wint een man de titel van regent, waarbij hij de massief gouden ketting, het symbool van absolute macht omgehangen krijgt.
Door proeven onderscheiden de deelnemers zich van elkaar: er zijn altijd 4 edelen (waaronder de regent), en de rest mag in het armenhuis zitten. Maar door de proeven bestaat er de kans dat edelen in het armenhuis komen, dientengevolge is er een plek voor een arme in het kasteel.

### Wetten
In Oberon gelden de volgende wetten:
1. De regent heerst over edelen en armen en zorgt ervoor dat de Wetten nageleefd worden.
2. Niemand spreekt met de raadsheer, tenzij die zelf het woord tot je richt.
3. Wie de wetten van het koninkrijk niet respecteert, wordt gestraft.
4. Beslissingen mogen nooit genomen door loting. Stakingen zijn niet toegestaan.
5. De edelen mogen de armen niet voorzien van voedsel of onderdak, tenzij de Raadsheer daarvoor toestemming geeft. De armen bewerken de tuinen, maar alleen de edelen hebben recht op hun opbrengst. De oogst wordt verzameld in een mand op het binnenplein van het kasteel.
6. De armen betreden nooit het kasteel, tenzij de Raadsheer daarvoor toestemming geeft. De baljuw vormt hierop de uitzondering. De edelen komen nooit bij het armenhuis, tenzij de Raadsheer daarvoor de toestemming geeft.
7. De armen verzorgen de dieren. Die mogen niet geslacht worden, maar de armen hebben recht op de eieren en de melk.
8. De armen voorzien elke dag het nodige brandhout voor de edelen, naargelang hun noden. Het brandhout wordt gestapeld op de binnenkoer van het kasteel.
9. De armen leven onder het Dwangrecht en zullen alle dagtaken uitvoeren voor de edelen. er staat geen beperking op het aantal dagtaken. Wie deze dagtaken niet uitvoert, krijgt een straf. Een edele maakt nooit zelf zijn handen vuil.
10. Als iemand het koninkrijk wil verlaten, moet hij of zij aan de Noodsklok luiden. Als deze klok luidt, moet iedereen - edelen en armen - verzamelen rond de klok. De beslissing die je neemt door de Noodsklok te luiden, is niet meer terug te draaien: je verlaat dan onmiddellijk het koninkrijk.

Deze tien wetten gelden voor iedereen in het koninkrijk. Om dat de regent telkens voor drie dagen over het rijk heerst, heeft hij nog aparte bepalingen.
Die zijn beschreven in "de rechten van de regent":
1. De regent heerst over edelen en armen en zorgt ervoor dat de Wetten van Oberon worden geëerbiedigd.
2. De regent draagt steeds de halsketting als teken van zijn of haar macht.
3. De regent beslist welke edele de herendienst moet leiden.
4. Als de armen hun dagtaken niet uitvoeren, bepaalt de regent wie daarvoor gestraft wordt en hoe.
5. Als de armen de regent ontmoeten, moeten ze hem begroeten, blootshoofds en met één knie op de grond.
6. De regent zit aan het hoofd van de tafel, en wordt als eerste bediend. Niemand begint te eten voor de regent.
7. Als de regent een voorkeur heeft voor een bepaald soort keuken, moeten alle andere genodigden zich daarnaar schikken.
8. De regent maakt altijd als eerste gebruik van het badwater.
9. Als de regent het 's nachts koud heeft, mag hij of zij eisen dat een andere edele het bed deelt.
10. Niemand lacht de regent uit als hij of zij dat niet wil. De regent heeft het recht om iedereen, behalve de raadsheer, het zwijgen op te leggen.

## Genodigden

### Nederlanders
- Bob Barten
- Dolf Kok
- Fred Roodbol
- Iris Bakker
- Isaak Heemskerk
- Nicolle Wieme
- Polly Oskam
- Stella de Rooy
  - Cor Remmers

### Vlamingen
- Andreas Ketels (winnaar)
- Candida Thienpont
- Erik Deschacht
- Hedwig de Ceulener
- Imelda Hermans
- Jeroen Grillaert
- Peter de Groef
- Riet Achten
  - Dries Beyens
  - Olivier Vermeesch
  - Silke Vanherrewege

### Overige Spelers
- Zebardijn de raadsheer (Imelda wordt later raadsvrouw, omdat Zebardijn voor een poosje verlaat)
- Akasha is de uil van Zebardijn
- Betsy is de koe in het armenhuis
- Charlotte is de bruine kip in het armenhuis
- Valkenier (Kris Ulens)

## Afleveringen
De show bestaat uit 12 afleveringen.

### Episode één
Titel: Dolf, de eerste regent
De 12 genodigden zijn allen aan een paal gebonden. Dolf weet zich als eerste te bevrijden. Hij mag zich regent noemen en hangt de ketting om. Bij het banket ter ere van de overleden koning worden de overigen voor een keuze gesteld: zich als edele in het kasteel voegen of als arme in het armenhuis. Isaak, Bob en Erik worden edele doordat zij als snelsten (en enigen!) een zwaard uit een houten blok weten te bemachtigen.
Het leven in het kasteel is zo goed als het in het armenhuis slecht is. De edelen krijgen warme baden en worden aangekleed door bediendes, terwijl in het armenhuis het dak lekt op slaapplaatsen, en er zijn weinig voorraden. De edelen verkennen paranoïde het kasteel en vrezen al vanaf binnenkomst indringers en opstanden. De armen zijn echter te gepreoccupeerd met het verkennen van het terrein, de dieren en het opruimen van het armenhuis waar volgens Jeroen de Hunnen hebben huisgehouden.
Bob krijgt een herendienst aangewezen: de armen moeten voor hem een everzwijn in een kooi naar het kasteel brengen. De taak lukt, mede door handig optreden van Andreas, en daarom moet Bob een van de andere edelen (Isaak) aanwijzen om het duel te gaan voeren. Ook moeten ze de armen hun beloning geven. Regent Dolf weet niet hoe, hij vraagt Zebardijn om raad. Als die lang op zich laat wachten, geeft hij de resten van het banket mee aan baljuw Peter. Hij overtreedt hiermee wet 2 en 5 van het koninkrijk.
De armen klagen ondertussen dat er te weinig drinkwater is. Regent Dolf gaat diep door het stof en maakt letterlijk en figuurlijk een knieval voor de armen door het proeven van het drinkwater uit de waterput.
Dolf wordt op het matje geroepen bij raadsheer Zebardijn vanwege het overtreden van de wetten. Hij moet iemand van de edelen straffen en wegsturen, maar hij neemt alle consequenties op zichzelf. Als de raadsheer dat niet goed genoeg zal vinden, dan zal hij zelf naar de armen gaan. (Dit wordt pas duidelijk in Episode twee).
In het duel hangen Isaak en Peter aan een waterrad en moeten ze puzzelstukken van de bodem vissen en boven water de puzzel oplossen. Het lijkt een spannende strijd te gaan worden doch Peter geeft vrijwel onmiddellijk op omdat hij, naar hij zegt, het nu nog te vroeg vindt om zich in het kasteel te voegen.
Rangorde aan het einde van deze aflevering:
- Regent: Dolf
- Edelen: Isaak, Bob, Erik
- Armen: Overigen

### Episode twee
Titel: De eerste straffen
De armen krijgen de taak stenen van de voet van de heuvel naar het kasteel te sjouwen, maar na 5 keer heen en weer gelopen te zijn, besluiten ze te staken. Ondertussen wordt Dolf nogmaals bij de raadsheer geroepen en krijgt een tweede kans om iemand uit het kasteel te zetten. Hij kiest voor zichzelf, waarna Stella het kasteel in gaat om daar te gaan stoken.
Dolf valt niet goed in de groep van de armen omdat hij te veel op zichzelf staat. Ondertussen moeten de edelen door een katapult-schietwedstrijd uitmaken wie regent wordt, dit wordt Erik.
Er moet iemand gestraft worden omdat de armen gestaakt hebben van het stenen sjouwen. Erik kiest Andreas om 3 uur lang in een kooi in de brandende zon te zitten. De rest van de armen gaat onder leiding van baljuw Jeroen (gekozen door Stella) het land bewerken, deze taak is voor donker klaar en daarom mag Jeroen duelleren met Isaak. Ondertussen geeft Stella echter een appel aan Andreas. Omdat dit de tweede keer is op een dag dat Stella de armen voedsel brengt, en dus de regels overtreedt, wordt zij door de Raadsheer gestraft. Ze moet alle wetten van Oberon uit haar hoofd opzeggen terwijl ze in een schandblok zit. Isaak helpt haar hierbij.
Bij het duel aanvaardt Isaak om 20 kilo aan kettingen om zijn lijf te binden om zo, met hetzelfde gewicht als Jeroen, een eerlijke strijd te hebben. De duellisten moeten 3 vlaggen over een hindernisbaan brengen. Isaak loopt de eerste ronden voor, en als Jeroen zijn voet kraakt bij een mislukte sprong, lijkt Isaak gewonnen te hebben. De kettingen werken echter steeds meer tegen, Jeroen verbijt zich en wint de race met een kleine voorsprong.
Rangorde aan het einde van deze aflevering:
- Regent: Erik
- Edelen: Stella, Jeroen, Bob
- Armen: Overigen

### Episode drie
Titel: Stella grijpt de macht
In het kasteel begrijpt Erik de humor van Stella niet. Dolf is kop van Jut in het armenhuis. Isaak blijft liever buiten schot. De laatste taak van regent Erik is bepalen welke arme welke edele gaat steunen voor de strijd om het regentschap. Helaas ontbreekt het Erik aan doortastendheid dus hij vraagt de edelen wie zij graag als secundant hebben. Jeroen doet vanwege zijn voetblessure, welke hij heeft overgehouden aan het duel met Isaak, niet mee. Hij zit ermee dat hij de armen, die hem naar de eindstreep hebben toegeschreeuwd, zal teleurstellen. Hij is bang dat hij vanwege zijn voet Oberon vroegtijdig zal moeten verlaten. Met hulp van Andreas wint Stella de strijd om het regentschap.
Regentes Stella wijst Jeroen aan voor de herendienst. Jeroen op zijn beurt kiest Polly als Baljuw. De armen moeten brood bakken en de opdracht, hoewel moeizaam en zonder overleg, slaagt. Isaak legt op verzoek van regentes Stella een heksenkring aan aangezien ’s avonds het midzomernachtfeest plaatsvindt. Door het slagen van het brood bakken mogen de armen deelnemen aan het banket. Maar eerst houden Stella, Polly en Jeroen een heksenritueel in de aangelegde kring. Isaak, Bob en Erik nemen ook plaats in de cirkel. Raadsheer Zebardyn keurt hekserij af en de overige deelnemers reageren lacherig. Dan is het tijd om te eten. Andreas ontpopt zich als entertainer. Als een volleerd jongleur gooit en vangt hij brandende fakkels. Om vervolgens nog eens torenhoge vlammen te spuwen. De armen nemen al het overgebleven eten mee naar het armenhuis. 
Erik moet het duel met baljuw Polly aangaan. Hij denkt dat er een heksencomplot gaande is tussen Polly, Stella en Jeroen en verwacht een fysiek duel. Het blijkt om een quiz te gaan. Uiteindelijk wint Polly en zo komt zij bij haar vrienden in het kasteel terecht en Erik in het armenhuis. Bob distantieert zich van de heksenkring en staat er alleen voor in het kasteel. Dan luidt plotseling de noodklok. Het is Jeroen. Hij vindt het heel moeilijk, maar zijn voet is zo pijnlijk dat verder meedoen eigenlijk onverantwoord is. Met verdriet neemt iedereen afscheid van Jeroen. Na 9 dagen Oberon is hij de eerste die vertrekt.
Rangorde aan het einde van deze aflevering:
- Regent: Stella
- Edelen: Polly, Bob
- Armen: Overigen
- Vrijwillig vertrokken / geblesseerd: Jeroen

### Episode vier
Titel: Gedaan met peis en vree
Doordat Jeroen Oberon verlaten heeft zitten er maar 3 edelen in het kasteel. Het is Candida die naar het kasteel toe mag. De armen hopen dat zij beter gaat regeren dan Stella. Er komt een nieuwe kandidaat de plaats van Jeroen innemen, Olivier. Erik vindt het vooral oneerlijk en spelbederf dat er halverwege nog een kandidaat in het spel komt. Omdat het verboden is de raadsheer persoonlijk aan te spreken stelt Candida voor de raadsheer schriftelijk te benaderen, om de omstandigheden van de armen te verbeteren. De armen beginnen aan hun dagtaken. Ze moeten groenten oogsten, water halen en houthakken voor de edelen. Ondertussen mag Isaak de edelen de grondbeginselen van het zwaardvechten leren. Hij geniet intens dit is het leven dat hij wil leiden. Bij de armen vindt hij nog steeds zijn draai niet.
Er komt een nieuwe machtsstrijd. Dan wordt meteen duidelijk dat de volgende regent de macht heeft over leven en dood en over blijven of verdwijnen uit Oberon. De edelen krijgen 1 minuut de tijd om een reeks middeleeuwse speelkaarten uit hun hoofd te leren. Daarna moeten ze in een grotere stapel dezelfde kaarten terugvinden. En in de goede volgorde leggen. Stella wint en blijft regentes. Ze vindt het een vergiftigd cadeau en laat de armen ook meteen weten dat ze ook de macht heeft over leven en dood. Iris wil Stella koste wat kost uit de weg ruimen als regentes en meent dat elke beslissing van Stella zal worden gewraakt. Stella voelt zich eenzamer dan ooit. Dan slaat de noodklok. Het is Isaak die afscheid wil nemen van Oberon. Hij geeft zelf al aan dat hij zijn doelstellingen hier niet kan halen maar vond het desalniettemin fantastisch dat hij hierbij kon zijn en verlaat Oberon.
Stella kiest ervoor om de edelen zelf te laten beslissen wie de herendienst gaat doen. Het wordt Bob De opdracht is 1 pond wol tot draad te spinnen door een schaap volledig te scheren. De beloning is een mand met appels. Lukt de opdracht niet dan volgt er een straf. Bob hoopt dat de herendienst niet gaat lukken zodat hij zo een duel mag doen tegen een van de armen. Peter (baljuw voor de opdracht) en Erik verzinnen een excuus voor het mislukken van de herendienst. Als Peter 's avonds als baljuw bij het banket aanschuift, geeft hij aan dat de armen het steeds slechter hebben. Stella vertelt dat ze er niks aan kan doen. Dan gaat Stella naar de wc. Wanneer ze de kamer uitloopt pakt Peter al het eten van de tafel.
De armen ontvangen hem als een held. Door die diefstal is wederom de wet overtreden. Stella schuift meteen haar schuld af op Bob en Candida en Polly. Bob merk op dat het gewoon een plan van Stella was. Fred verlaat snel het kasteel omdat hij het gekibbel zat is. Hierop verlaten Bob en Candida het kasteel, vallen Stella en Polly huilend in elkaars armen en roept Candida, huilend, alle armen naar het armenpoortje. Ze is totaal overstuur. De onrust in Oberon neemt niet alleen toe in het kasteel maar ook in het armenhuis. Hedwig krijgt een inzinking. Ze gebruikt de nacht om goed na te denken. De volgende morgen luidt Hedwig de noodklok. Ze vindt het mooi geweest en vertrekt ook uit Oberon.
Omdat er donkere tijden aanbreken in Oberon hebben Stella en Polly vannacht de zon aanbeden om zo de demonen uit Oberon te verjagen. De raadsheer geeft aan dat de eindverantwoordelijkheid in verband met de overtreding van de wet bij Stella ligt. Ze kiest er zelf voor om 2 uur lang in het schandblok door te brengen. Aangezien er wegens het mislukken van de herendienst ook een arme gestraft moet worden, wijst Fred Erik aan. Fred geeft aan dat Erik hem de volgende keer mag kiezen als er een straf uitgezeten moet worden.
In het sluitende duel worden Iris (namens de armen) en Bob allebei in het midden van de cirkel vastgebonden. Ze krijgen allebei een zwaard een harnas en een schild. Wie als eerste de roos van de tegenstander van de helm afslaat is de winnaar. Bob ontsnapt aan een blamage en weet maar net de roos van de helm van Iris af te slaan. Dan mag Stella bepalen wat er gaat gebeuren met Iris. Ze kiest ervoor om Iris in het spel te houden. Bob gaat terug naar het kasteel en Iris gaat terug naar het armenhuis.
Rangorde aan het einde van deze aflevering:
- Regent: Stella
- Edelen: Polly, Bob, Candida
- Armen: Overigen
- Vrijwillig vertrokken: Hedwig en Isaak

### Episode vijf
Titel: Angst voor de zwarte dood
Rangorde aan het einde van deze aflevering:
- Regent: Candida
- Edelen: Polly, Bob, Stella
- Armen: Overigen
- Vrijwillig vertrokken: Peter

### Episode zes
Titel: Opstand
Nadat vorige week de Pest uitbrak in het koninkrijk van Oberon zijn alleen de edelen nog veilig achter de hermetisch afgesloten kasteelpoorten. Voor de armen wordt het kommer en kwel. Maar Zebardyn krijgt medelijden; wat nou als de toekomstige koning in het armenhuis leeft?!
Door een koerier laat de raadsheer een brief afleveren in het armenhuis. Hij wil de armen niet aan hun lot overlaten en geeft ze de kans zich te verdedigen tegen de pest. De armen moeten alles verzamelen wat ze nodig hebben om 3 dagen te overleven in het bos, er staat een koets voor ze klaar en alleen de koetsier kent de weg. Voorzien van eten, dekens en hun capes verlaten de armen midden in de nacht het armenhuis voor een sprong in het duister; niemand weet waarnaartoe. Ze zien bijna niks ondanks de paar fakkels die ze meekrijgen. Na een lange vermoeiende tocht komen ze aan bij een ruïne in het bos, waar Zebardyn ze opwacht. Hij heeft zijn woorden van de avond ervoor nog eens gewogen en vindt ze toch onrechtvaardig; waarom zouden eventuele slachtoffers van de Pest alleen onder de armen moeten vallen. De armen hebben zijn toestemming om het kasteel te bestormen. Eindelijk is er actie voor de armen.
Als de bestorming lukt mogen er vier armen strijden tegen de edelen voor een plek in het kasteel, maar mislukt de bestorming dan zullen de armen onderling moeten duelleren op leven en dood. De ruïne wordt het basiskamp van de armen, van daaruit kunnen ze alles grondig voorbereiden want er staat veel op het spel. Om te beginnen hebben ze een leider nodig om alles in goede banen te geleiden. Andreas en Dolf bieden zich beiden aan, maar de groep kiest unaniem voor Andreas. De volgende morgen worden de edelen later wakker dan normaal, er zijn immers geen bedienden meer om ze te wekken. Tot hun verbazing lopen er in de slaapzaal, tussen de bedden twee geiten, terwijl de poorten gisteravond toch hermetisch zijn afgesloten. Op een of andere manier moet er een poort open zijn geraakt en Bob gaat op onderzoek uit. Na een poosje komt hij terug, roept de overige edelen bij elkaar en vertelt zijn ontdekking: er zijn geen armen meer, waar zijn ze gebleven?
Ondanks het verbod om als edele het armenhuis te betreden gaan Polly en Stella op onderzoek uit en vinden een spoor. Zebardyn, de raadsheer, roept Candida bij zich en dan krijgt ze te horen dat de armen met zijn toestemming in opstand mogen komen, dat ze het kasteel zullen belegeren en dat er, als dat slaagt, een duel zal plaatsvinden tussen de edelen en vier armen. Candida verzamelt de edelen voor overleg en bespreekt de belangrijke instructies die Zebardyn meegaf aan haar. De eerste poort zal afgesloten moeten worden met een stenen muur. Ook de tweede poort moet geblokkeerd worden en ze moeten de armen voorbereiden op een koude douche. Voor de edelen dringt de tijd, er staat immers veel op het spel. Terwijl Bob en Candida de tweede poort met hout dichttimmeren, sluiten Polly en Stella de eerste muur af door een stenen muur te metselen, waarbij ze een brij gebruiken van verse koeienvlaai en water.
Ook de armen, de zeer gemotiveerd zijn, hebben instructies meegekregen, zij moeten rieten schilden maken en ook de noodklok omhakken, zodat niemand meer Oberon kan verlaten en alle duels vanaf nu op leven en dood zullen plaatsvinden. Andreas heeft de touwtjes strak in handen en verzamelt de moedigste mannen voor een riskante opdracht; het kasteel bespioneren en zo veel mogelijk info verzamelen. Samen met Cor, Dolf en Olivier sluipt Andreas richting kasteel, waar Cor en Dolf meteen in de problemen raken, want terwijl ze zich verstopt hebben in de hooischuur is vlak bij hen Stella nog druk aan het werk met de muur. gelukkig hebben de edelen honger gekregen en trekken zich terug in de keuken omdat ze zelf voor hun eten moeten zorgen nu de bedienden uit het kasteel verdwenen zijn.
En terwijl de edelen zich tegoed doen aan de overblijfselen, die eigenlijk voor de dieren bestemd waren, kunnen de armen ongestoord het timmerwerk van Bob inspecteren. Ze zijn erg onder de indruk. Het zal zeker niet makkelijk zijn om het kasteel te bestormen. En terwijl Andreas probeert om de armen te motiveren voor de bestorming besluiten de edelen na het eten om de nacht door te brengen in het hooi naast de eerste poort omdat ze bang zijn voor de aanval van de armen.
De volgende dag besluit Stella om een smerig spelletje te spelen en de armen te vertragen. Ze maakt een barricade van de achtergebleven spullen van de armen omdat ze weet dat de armen ontmoedigt zullen raken als ze hun persoonlijke spulletjes op de weg zien liggen; het is immers oorlog en dan is alles geoorloofd.
De armen zijn klaar voor de aanval, ze hebben een middeleeuwse stormram gemaakt. Toch moeten ze eerst, voor ze op pad gaan, nog een knoop doorhakken; welke vier armen zullen gaan duelleren tegen de edelen als de bestorming lukt. Fred wil het risico van een duel op leven en dood wel nemen. Nicolle voelt zich fysiek sterk genoeg voor een duel, Dries barst van de ambities en ook Cor wil eindelijk iets doen. Dan is het tijd om te gaan. Slechts twee uur hebben ze de tijd om het kasteel binnen te komen en de vuurmand op de binnenplaats te laten branden, anders mislukt de revolutie.
Vanuit het hooggelegen kasteel zien de edelen de strijdlustige armen aankomen. Ook de edelen hebben zich uitstekend voorbereid en denken dat tijd de armen zal nekken. Maar de armen zijn een team, werken goed samen en ondanks de koeienvlaaien die ze op hun kop krijgen bij het afbreken van de muur, is de eerste poort razendsnel gevallen. Nog een uur te gaan.
Op weg naar de tweede poort wacht hen de onaangename verrassing van persoonlijke spullen die her en der het pad verspreiden, toch laten ze zich niet afschrikken door het getreiter van Stella. De noodklok wordt omgehakt en daarmee is er geen uitweg meer, niemand kan nog vrijwillig Oberon verlaten. De weg is vrij, de koets met het vuur kan verder. Bij de tweede poort verspert een grote ton met water de doorgang. Snel hakken ze een gat in de ton, het water stroomt weg en de koets kan erdoor. Terwijl de edelen zich verder terugtrekken beginnen de armen aan de tweede poort, die meer weerstand biedt dan ze gedacht hadden, maar ook deze wordt afgebroken. Nog een kwartier te gaan. De schandpaal wordt door twee armen vast opzij gezet en Olivier wordt op verkenning gestuurd.
De edelen doen of ze opgeven, maar Olivier vertrouwt het niet, in een mum van tijd heeft hij de tonnen met water ontdekt en gaat dat melden aan de armen. Met hun rieten schilden maken ze een bescherming voor de vuurkorf en gaan zo de binnenplaats op. Onder luid gescheld en getreiter proberen de edelen de armen uit hun concentratie te halen en zaaien door hun actie verdeeldheid bij de armen. Toch blijft het vuur branden. Nog 5 minuten te gaan. Met moeite krijgt Andreas de armen terug in het gareel. Terwijl de edelen "wat zijn die boeren stil?" zingen en met water gooien, waarbij het ene salvo het andere opvolgt, blijft de vlam branden. Nog twee minuten te gaan. En dan is het water op, twee emmertjes te weinig, de bestorming is gelukt - het vuur brandt!
Wat is een eerlijk duel; in de Middeleeuwen was elk duel een eerlijk duel. De Almachtige bepaalt wie wint en wie verliest en is altijd op de hand van de Rechtvaardige. De Almachtige spreek je niet tegen.
Vier edelen zitten tegenover vier armen aan een lange tafel in het kasteel, hun handen in uitsparingen op tafel. Midden op tafel staat een brandende kaars, zodra de vlam dooft moet van een ieder een hand zo snel mogelijk op het symbool op tafel gelegd worden. Vier symbolen, acht handen - de vier 'bovenste handen' gaan naar huis. Candida zit tegenover Dries, Bob tegenover Cor, Stella tegenover Nicolle en Polly tegenover Fred. Allen zijn geconcentreerd op de vlam. Buiten bij het vuur zitten de overige armen met gespitste oren te luisteren naar eventuele geluiden uit het kasteel. Het duurt lang en het is doodstil in het kasteel en dan opeens - een klap! De armen rennen naar de ramen en proberen stemmen en geluiden op te vangen van binnen uit het kasteel.
Heel langzaam is het vlammetje veranderd van grootte, dan opeens dooft de vlam - acht handen gaan naar de symbolen, vier onder, vier boven en dan - is de vlam weer terug. Door een merkwaardige speling van het lot wint soms de bovenste hand.  
De uitslag is een grote teleurstelling voor de armen. Fred en Nicolle gaan naar huis en ook Dries moet, na slechts 5 dagen, Oberon verlaten. Ook Bob, die vanaf het begin in het kasteel woonde, moet Oberon verlaten. Zijn plaats wordt ingenomen door Cor.
Rangorde aan het einde van deze aflevering:
- Regent: Candida
- Edelen: Polly, Stella
- Armen: Overigen
- Oberon verlaten: Bob, Fred, Nicolle en Dries

### Episode zeven
Titel: De Verzoening
Rangorde aan het einde van deze aflevering:
- Regent: Cor
- Edelen: Candida, Riet, Iris
- Armen: Overigen
- Oberon verlaten: Polly

### Episode acht
Titel: Candida's foute keuze
Onder regent Cor blijkt het altijd feest te zijn. En nu dus weer. Dit keer gebruikt ‘de drinkende regent met de rode neus' zijn rechten bij de drie vrouwelijke edelen. Hij wil dat de dames zijn bed gaan voorverwarmen. Uiteindelijk gaan de dames er niet op in. Om de kansen te vergroten een arme naar het kasteel te krijgen wil Dolf eten stelen zodat een edele zal worden bestraft. Maar hij krijgt weinig steun van de armen Silke en Olivier die hun vrienden in het kasteel hebben. Olivier verraadt de armen door Dolfs plannen te verklappen aan de edelen. De volgende ochtend is er een brief van de raadsheer. Cor moet laten zien dat hij een goede regent is en de armen overtuigen om het land te gaan ploegen. Cor deelt mee dat hij het alleen aan Olivier zal voorleggen. Lijfeigene Olivier moet ervoor zorgen dat de armen gaan ploegen. Terwijl de armen onderweg zijn, blijken ze Dolf te missen. Ze hopen dat hij zich snel bij hun voegt aangezien Dolf de mand met eten bij zich heeft. Tijdens het ploegen wil men dan ook nog even picknicken. Maar Dolf vertelt eerst zelf zijn diefstal-plan openlijk aan de edelen en verschijnt later op het land. Dit tot woede van Olivier. De armen weten de opdracht tot een goed einde te brengen. 
Er vindt een nieuwe strijd om het regentschap plaats. Door middel van jousting (steekspel) op roeiboten in plaats van paarden, komt Candida weer aan de macht als regentes. Maar dan slaat het noodlot toe. De valkenier komt een brief brengen voor Cor en deze bevat slecht nieuws. De vrolijkste van alle regenten vertrekt maar niet voordat hij zijn titel als edele schenkt aan Olivier die zo zonder enige moeite en tot ontsteltenis van de overige armen in het kasteel belandt. Voor de herendienst wijst Candida haar vriendin Riet aan en zij adviseert Riet om Erik als baljuw aan te stellen. Zo gebeurt het. De herendienst bestaat uit het maken van bier. Erik besluit als baljuw de herendienst te laten mislukken. De armen vieren feest en doen dronken indianendansjes rond het armenhuis. Dit tot ontsteltenis van Riet.
Later op de dag schuift baljuw Erik aan bij de edelen aan tafel. De sfeer is er om te snijden. Candida confronteert Erik met de mislukte herendienst. Ze vindt het niet kunnen dat Erik iemand zoals Riet probeert te verlagen. Hij reageert erop dat zij hem nooit als baljuw had moeten kiezen en dat Candida haar beste vriendin heeft opgeofferd voor een schildje. Candida beseft haar blunder en ondergaat heftige schuldgevoelens. Zij schrijft een brief naar de raadsheer met een verzoek zelf in plaats van Riet te duelleren. Dit zet kwaad bloed bij de armen. Candida heeft een verkeerde keuze gemaakt en moet gewoon de consequenties aanvaarden. Zebardyn antwoord negatief op het verzoek en in het duel wordt Riet door Andreas uit Oberon gezet. Andreas neemt plaats in het kasteel.
Rangorde aan het einde van deze aflevering:
- Regent: Candida
- Edelen: Olivier, Iris, Andreas
- Armen: Imelda, Dolf, Stella, Erik en Silke
- Oberon verlaten: Riet

### Episode negen
Titel: Samenzwering
Rangorde aan het einde van deze aflevering:
- Regent: Andreas
- Edelen: Olivier, Iris, Silke
- Armen: Imelda, Dolf, Stella en Erik
- Oberon verlaten: Candida

### Episode tien
Titel: Tweedracht
Rangorde aan het einde van deze aflevering:
- Regent: Andreas
- Edelen: Olivier, Iris, Silke
- Armen: Imelda, Dolf en Stella
- Oberon verlaten: Erik

### Episode elf
Titel: De laatste kans
Rangorde aan het einde van deze aflevering:
- Regent: Olivier
- Edelen: Iris, Silke, Andreas
- Laatste arme, later raadsvrouw: Imelda
- Oberon verlaten: Dolf en Stella

### Episode twaalf
Titel: Leve de koning
Rangorde aan het einde van deze aflevering:
- Koning: Andreas
- Raadsvrouw: Imelda
- Oberon verlaten: Olivier, Iris, Silke en Dolf

Aan het einde van de elfde aflevering heeft Raadsheer Zebardijn afscheid genomen van Oberon en zijn functie overgedragen aan Imelda, de laatst overgebleven arme. Imdelda wordt 's nachts naar dezelfde grot geleid waar eerder de opstand plaatsvond, alwaar ze ook haar voormalige mede-genodigden treft. Een van hen krijgt de kans om als "zwarte ridder" een van de edelen te bevechten voor een plaats in het kasteel, voordat de finale plaatsvindt. Na overleg krijgt Dolf de eer.
De volgende dag vertelt Imelda de edelen over de zwarte ridder. Dolf daagt Olivier uit, en zij vechten het zwaardduel uit dat eerder in de serie ook plaatsvond. Dolf verslaat Olivier door diens roos van de helm af te slaan.
Dolf kiest Andreas uit als partner voor het duel van de dag daarop. Zij nemen het op tegen Iris en Silke in een duel waarbij door middel van kracht en gewicht een rad moet worden verplaatst. Dolf en Andreas winnen het duel en zullen in de finale beslissen wie de koning van Oberon wordt.
Het laatste duel bestaat uit het spelen van het spel Jenga, met als extra factor dat na de eerste zetten niet de duellist zelf de zet doet, maar een van de anderen namens hem. Daarbij moet soms ook iemand worden gekozen die de speler niet zo goed gezind kan zijn.
Uiteindelijk beslist dit het duel: Silke, een supporter van Andreas, stoot de toren om op het moment dat zij voor Dolf een zet moet doen. Andreas wordt in een korte ceremonie tot koning van Oberon gekroond.